# Eduard von Gebhardt

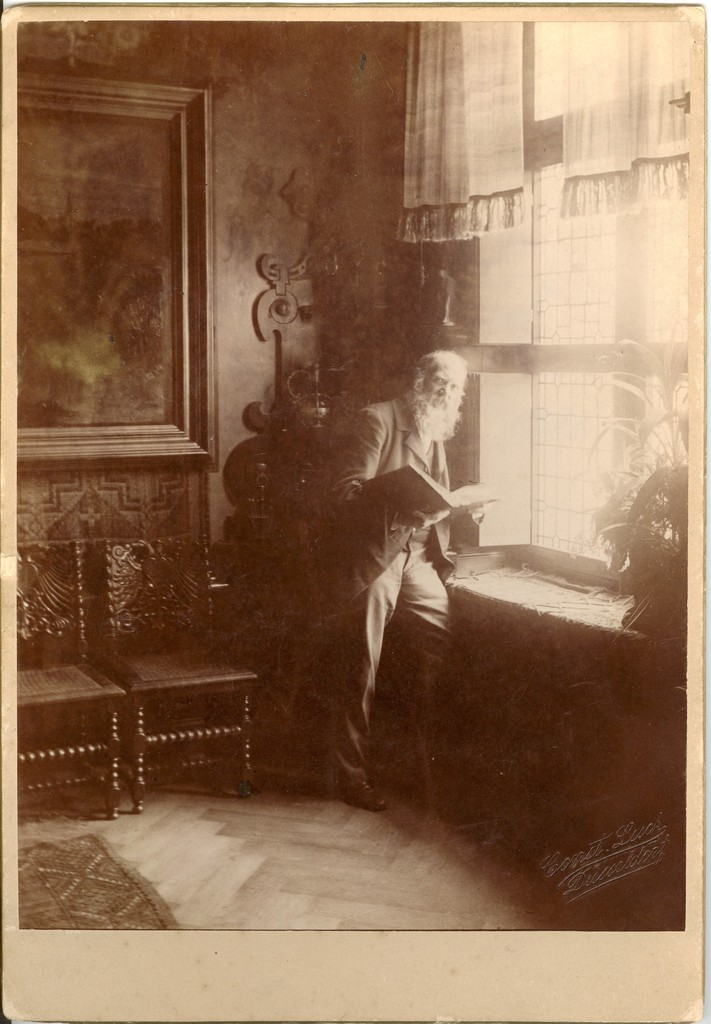
Eduard von Gebhardt.

Karl Franz Eduard von Gebhardt, född 13 juni 1838 i Sankt Johannis, Guvernementet Estland, Kejsardömet Ryssland , död 3 februari 1925 i Düsseldorf, var en tysk målare. Han var kusin och fosterbror till Oscar von Gebhardt.
von Gebhardt studerade i Sankt Petersburg, Karlsruhe och under Wilhelm Sohn i Düsseldorf och blev professor där 1875. Inom det religiösa måleriet uppträdde Gebhardt på ett särskilt sätt, i det han flyttade de bibliska scenerna in i en gammaltysk miljö och sökte framställa dem i gammaltysk anda. Typerna och kostymen liksom scenerierna är mest tyska från omkring år 1500, huvudvikten är lagd på personernas själsuttryck, som ofta är både innerligt och vältaligt. Hans första försök inom denna genre var Intåget i Jerusalem (1863, museet i Elberfeld), sedan följde Kristus på korset (1866, domen i Tallinn), Nattvarden (1870, Berlin, nationalgalleriet), Korsfästelsen (1873, Hamburg), en annan Korsfästelse i München, Kristi himmelsfärd (1881, Berlin, nationalgalleriet), Tillredelserna för Jesu begravning (1883, Dresden), Moses framkallar vatten ur klippan (judafolket i öknen visar tyska typer i dräkter från Luthers tid), Jesus och Nikodemus (Düsseldorf), Jakob brottas med ängeln (Dresden), Johannes döparen i fängelset och Åhörarna vid bergspredikan (båda utställd 1907). Gebhardt målade även  porträtt, genrer och motiv från reformationstiden som Religionssamtal (1866) och Reformatorn vid sitt arbete (1877, Leipzig). Väggmålningar utförde han i klostret Lokkum (sex stycken) och i Friedenskirche i Düsseldorf (fem stycken).